# Udacine, Krînîcikî
Udacine (în ucraineană Удачне) este un sat în comuna Huleaipole din raionul Krînîcikî, regiunea Dnipropetrovsk, Ucraina.

## Demografie
Componența lingvistică a localității Udacine
     Ucraineană (94,34%)
     Rusă (5,66%)
Conform recensământului din 2001, majoritatea populației localității Udacine era vorbitoare de ucraineană (94,34%), existând în minoritate și vorbitori de rusă (5,66%).